# Brita von Zweigbergk (bibliotekarie)
Brita von Zweigbergk född 10 mars 1905 i Borås, död 26 februari 1991 i Kalmar, var en svensk bibliotekarie.

## Biografi
Brita von Zweigbergk var dotter till bankdirektören Ernst von Zweigbergk och Berta född Jagenburg. Efter studentexamen i Göteborg 1924 blev hon fil.kand. i Uppsala 1928. Därefter genomgick hon elevutbildning vid Stockholms stadsbibliotek och examinerades från Kungl Skolöverstyrelsens biblioteksskola 1930. Hon var därefter 1:e biblioteksassistent vid Borås stadsbibliotek och blev 1939 stadsbibliotekarie i Kalmar med förordnande som länsbibliotekarie från 1945 fram till pensioneringen 1970. Åren 1951–1958 representerade hon folkpartiet i Kalmar stadsfullmäktige och var därvid ledamot av styrelsens för Kalmar kommunala flickskola. Från trycket har hon bl.a.utgivit en bibliografi över landsantikvarien Manne Hofréns tryckta skrifter (1966, 1977).  Vid sin pensionering fick hon sig tillägnad festskriften Vän med böcker (1970).
Brita von Zweigbergk är begravd på S:t Ansgars griftegård i Borås.